# Jabbo Oltmanns
Jabbo Oltmanns (Wittmund, 18 de maio de 1783 – Berlim, 27 de novembro de 1833) foi um matemático e astrônomo alemão, colaborador de Alexander von Humboldt e professor de matemática aplicada em Berlim.
Recebeu o Prêmio Lalande de 1811.

## Obras
- Untersuchungen über die Geographie des neuen Continents. Paris 1810.
- Die trigonometrisch-topographische Vermessung des Fürstenthums Ostfriesland. Leer 1815.
- Ueber die wahre Epoche der großen von Herodot erwähnten Sonnenfinsternis am Flusse Halys, In: Abhandlungen der mathematischen Klasse der Königlich-Preußischen Akademie der Wissenschaften zu Berlin aus den Jahren 1812–1813 (Realschul-Buchhandlung, Berlin, 1816). S. 75–94.
- Der deutsche Handelskanal. Bremen e Leer, 1817.